# Džibutsko
Džibutsko, plným názvem Džibutská republika, je stát v Africe. Jeho sousedy jsou Eritrea na severu, Etiopie na západě a jihu a Somálsko na jihovýchodě. Je to jedna z nejmenších zemí Afriky ležící ve východní části kontinentu ve strategické poloze při průlivu Bab-al-Mandab spojujícím Rudé moře s Adenským zálivem Indického oceánu.

## Historie

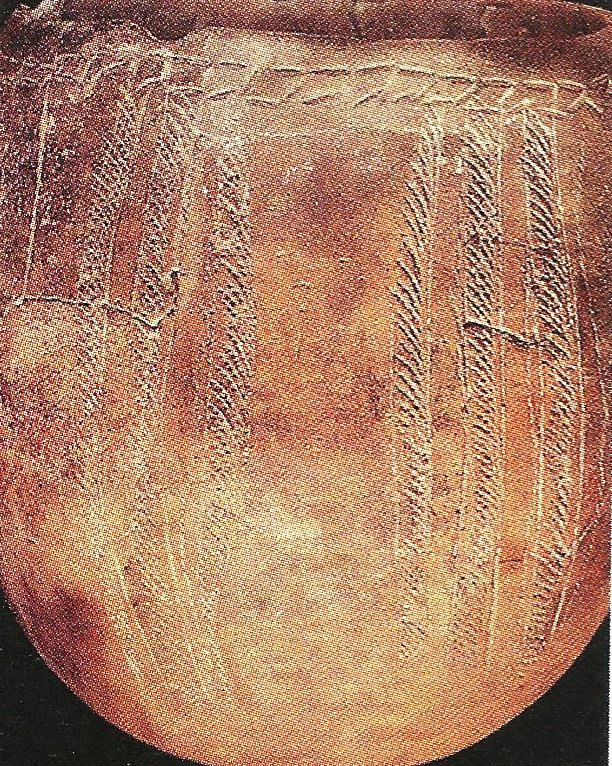
Keramika z oblasti Asa Koma

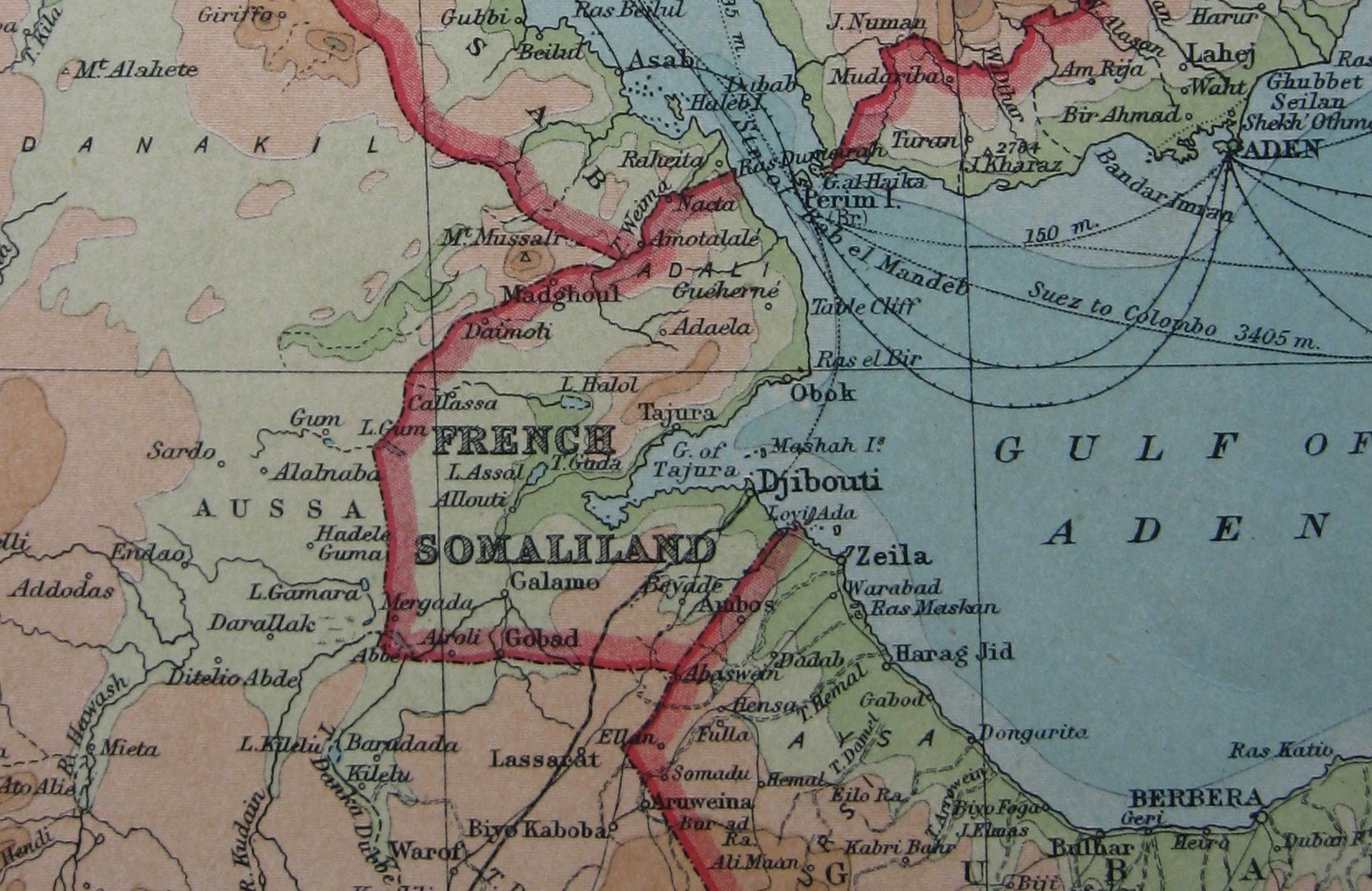
Francouzské Somálsko v roce 1922

Dvě hlavní džibutské etnické skupiny hovoří hamitskými jazyky afarštinou a somálštinou a mají společné náboženství, kterým je islám. Sever obývají danakilští Afarové, etnikum obývající oblast od 3. století, na jihu převládají Issové, pozdější přistěhovalci ze Somálska. Ve druhé polovině 1. tisíciletí bylo strategicky významné území dnešního Džibutska ovládnuto Araby, díky nimž přijala země islám, později se však stalo součástí Osmanské říše, ale skutečný vliv měl v oblasti Zanzibarský sultanát, který provozoval zejména obchod s otroky.
Přítomnost Francouzů v oblasti se datuje od roku 1859, kdy si koupili přístav Obock; výrazněji se však tato skutečnost projevila až od roku 1881, kdy zde byla založena Francouzsko-etiopská obchodní společnost. Stálou přítomnost Francie si v následujícím období vynutilo jednak soupeření s Velkou Británií v tzv. Africkém rohu, jednak potřeba zajistit si cestu k nově nabytým koloniím na Madagaskaru a ve východní Asii. V roce 1888 byly místní spory s Británií ukončeny podpisem britsko-francouzské smlouvy, která vytyčila hranici mezi oběma koloniemi mezi Zeilou a nově založeným přístavem Džibuti, nad nímž Francouzi ustavili protektorát. Roku 1896 bylo anektováno okolí a byla vytvořena kolonie Francouzské Somálsko. V letech druhé světové války bylo Francouzské Somálsko věrné kolaborantské vládě ve Vichy, později přešlo na stranu Svobodné Francie po boku Spojenců. Od roku 1946 bylo zámořským územím Francie; v roce 1967 byla rozšířena místní samospráva a území bylo přejmenováno na Francouzské území Afarů a Isů. Samostatnost získalo Džibutsko 27. června 1977.
Francie důrazně hájila své investice do vojenské základny, ale v plebiscitu v roce 1977 se 85 % obyvatel vyslovilo pro nezávislost. Hlavní důvod, proč Francie držela dnešní Džibutsko tak dlouho, spočíval v jeho strategické hodnotě – kolonii zbudovali Francouzi při vjezdu do Rudého moře na konci Adenského zálivu jako protiváhu britskému Adenu. Poloha a fyzicko-geografické podmínky země vždy hrály v dějinách Džibutska důležitou úlohu. Francouzi původně plánovali, že do hlavního města povede transafrická a transsaharská železniční trať až ze senegalského Dakaru, ovšem nakonec se podařilo uskutečnit pouze spojení Džibuti a etiopského hlavního města. Prvním prezidentem nové republiky se stal Hasan Gouled Aptidon. Úředním jazykem je francouzština společně s arabštinou. Francouzská vojenská pomoc (v zemi se také nachází základna cizinecké legie) zajišťuje džibutskou nezávislost a neutralitu v neklidné oblasti Afrického rohu. Džibutský prezident je z etnické skupiny Isů. V čele vlády pak stojí ministerský předseda z etnické skupiny Afarů. Od roku 1992 je rovněž povolena činnost více politických stran. Afarové pokládají sami sebe za znevýhodněnou menšinu. Issové tyto nároky odmítají, nicméně se však snaží politickou opozici neutralizovat.
V 90. letech 20. století vyvolali Afarové občanskou válku, kterou se podařilo ukončit mírovou smlouvou v roce 1994.

## Státní symboly

### Vlajka
Džibutská vlajka je tvořena listem o poměru stran 2:3 se dvěma vodorovnými pruhy, světle modrého a zeleného, u žerdí je klín bílé barvy, zasahujícího do poloviny délky vlajky, s červenou hvězdou.

### Hymna
Džibutská hymna byla složena v roce 1977 po získání nezávislosti na Francii. Text složil Aden Elmi a autorem hudby je Abdi Robleh. Je napsána v somálštině.

## Geografie

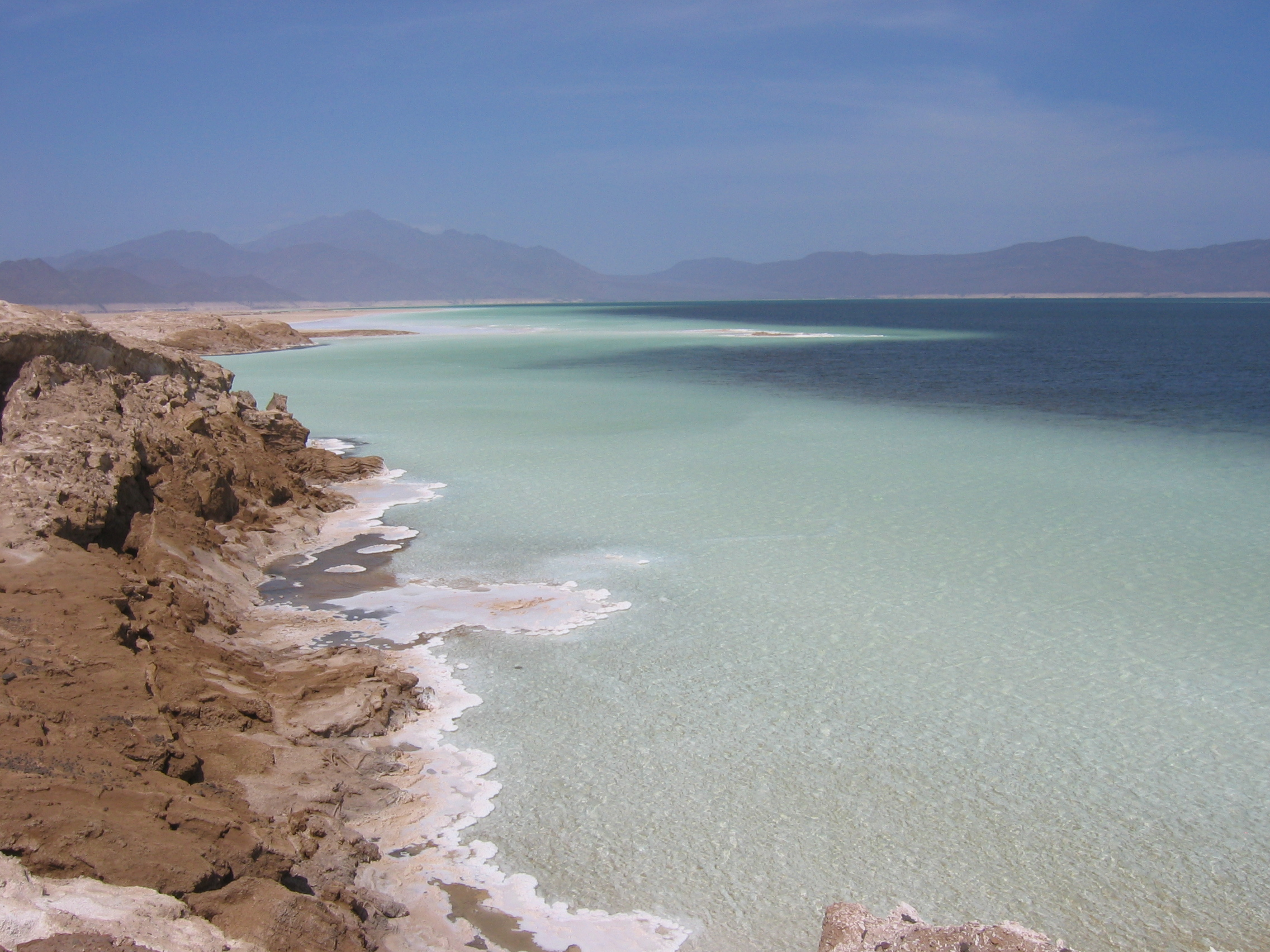
Jezero Assal

Území Džibutska je rozděleno na dvě části hluboce zaříznutým zálivem – Tadjoura. Ve středu země se nacházejí písčité sníženiny, na jihu se zvedá čedičové plató a na severu téměř 2000 metrů vysoké Danakilské vrchy. Zlomy paralelní s Rudým mořem vytvořily prolákliny až 150 metrů pod hladinou moře vyplněné solnými jezery. Často se projevuje postvulkanická činnost. Celá oblast je bezvodá, přičemž do moře ústí jen suchá vádí s podzemní vodou. Džibutsko patří s průměrnou roční teplotou vyšší než 30 °C mezi nejteplejší země světa. Minimální srážky spadnou na podzim a v zimě, a to zejména v horách na severu. Vegetaci tvoří pouštní křoviny a na horách se uchovaly malé porosty řídkých lesů. Zvěř představují šakalové, stepní rysové a antilopy, také četní plazi a hmyz. V centrální části ve vzdálenosti 70 km západně od hlavního města Džíbútí, na území regionů Tadjoura a Dikhil, se nachází nejslanější jezero na světě – jezero Assal. To je také zároveň nejnižším bodem afrického kontinentu (−153 m)

## Politický systém
Džibutsko je poloprezidentská republika, výkonnou moc má centrální vláda, zákonodárnou moc vykonává vláda a parlament. Džibutsko má politický systém jedné strany – v čele stojí People's Rally for Progress (Lidový svaz pro rozvoj) a současným prezidentem je Ismail Omar Guelleh. Současná ústava pochází ze září 1992. Strany opozice jsou povoleny, ovšem nemají téměř žádnou šanci dostat se k moci. Druhý džibutský prezident Guelleh byl do úřadu poprvé zvolen v roce 1999, přičemž převzal moc po svém strýci Hassanu Gouledu Aptidonovi, který vládl zemi od získání nezávislosti v roce 1977. Předseda vlády je jmenován prezidentem. Parlament – Poslanecká sněmovna – se skládá z 52 členů, kteří jsou voleni každých 5 až 9 let.

### Autoritářský režim

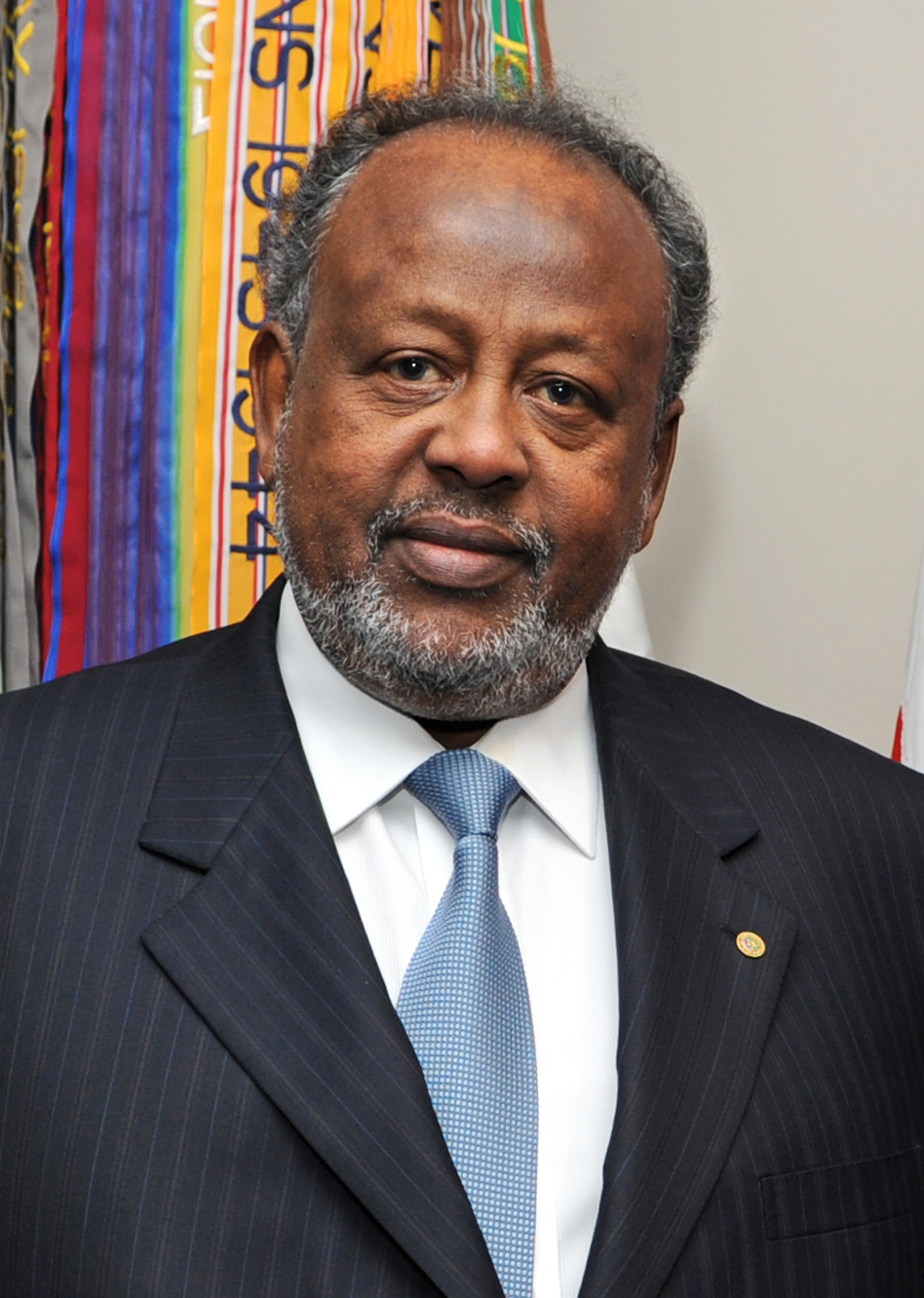
Prezident Ismaïl Omar Guelleh.

Džibutsko se řadí mezi ty státy, kterým od získání nezávislosti stále vládne jediná strana. Pouštní Džibutsko záviselo hospodářsky zejména na obchodu s Etiopií a tranzitu mezi Rudým mořem a Adenským zálivem. Když se v 70. letech ujala v Etiopii moci komunistická strana a k tomu ještě zemi rozvrátila (v té době ještě občanská) válka s Eritreou, začalo se tak dnešní Džibutsko potýkat s prvními vážnějšími hospodářskými problémy. V jejich důsledku nakonec země zvolila nezávislost na Francii, ačkoli těsné hospodářské i politické styky přetrvaly. Před dekolonizací prosadila Francie záruky na zastoupení obou etnik v orgánech nezávislého státu, a to při poměru 2:1. Strana RPP (fr. Rassemblement Populaire Pour le Progres, tj. Lidový svaz pro rozvoj) tyto poměry vždycky dodržovala, ačkoli v dalších ohledech se demokraticky nechovala. Na politiku RPP ale měly vliv především jiné okolnosti. Válka mezi Etiopií a vzbouřenci v Eritreji i Tigre pokračovala až do konce 20. století a k ní se přidala válka mezi Somálskem a Etiopií o oblast Ogadenu a následně došlo ke zhroucení Somálska. V roce 1995, kdy mělo Džibutsko necelého půl milionu obyvatel, se na tomto území vyskytovalo přibližně 100 tisíc uprchlíků. Také jeho kočovné obyvatelstvo se potýkalo s rozšiřováním pouští a jinými problémy. Oprávněnou kritiku, že vláda RPP zneužívá státního rozpočtu k vlastnímu obohacení, tak musíme dát do souvislosti s touto hospodářskou situací způsobenou hlavně vnějšími faktory.
Ovšem i v Džibutsku došlo k násilnostem mezi RPP a afarským hnutím FRUD (fr. Front pour la Restauration de l'Unité et de la Démocratie, tj. Hnutí za obnovu jednoty a demokracie) mezi lety 1990–1993, které skončily uzavřením dohody o vyrovnání v politice mezi Afary a Isy v poměru 1:1. Svévolné zatýkání nebo razie proti novinám tak možná více souvisí s korupcí a tendencí Lidového svazu pro rozvoj zneužívat svou politickou moc v konkurenčním boji např. mezi médii ve snaze dosáhnout zisku pro sebe i pro Džibutsko samotné. Tento svaz by se mohl při hodnocení Džibutska hájit především tím, že je na „demokracii příliš chudé“. Důležitým faktem je, že Džibutsko zůstalo i po získání nezávislosti francouzskou vojenskou základnou, jedním z pilířů umožňujících Francii (ještě s pomocí základen na Réunionu) fakticky kontrolovat velkou část Indického oceánu. Vztahy se Spojenými státy, které zde rovněž mají svá vojska, poškozuje podpora USA Etiopii v Somálsku.

### Přehled nejvyšších představitelů
27. 6. 1977 – 8. 5. 1999 – Hassan Gouled Aptidon – prezident; RPP

Od 8. 5. 1999 – Ismaïl Omar Guelleh – prezident; RPP/UMP

### Správní rozdělení

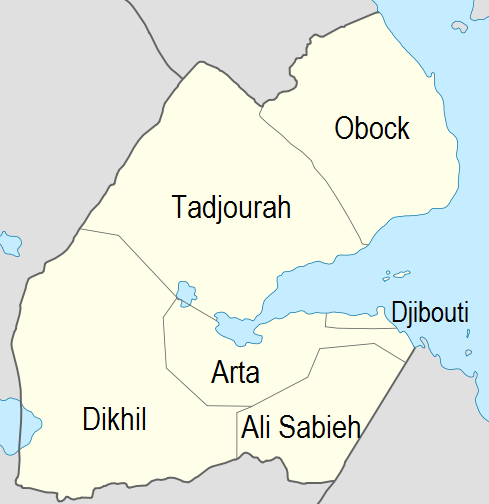
Regiony v zemi

Džibutsko je rozděleno na 6 oblastí (včetně hlavního města) a dále na 15 distriktů.
| Region                           | Rozloha (km²) | Populace (2024) | Hlavní město |
| -------------------------------- | ------------- | --------------- | ------------ |
| Ali Sabieh (Région d'Ali Sabieh) | 2 200         | 76 414          | Ali Sabieh   |
| Arta (Région d'Arta)             | 1 800         | 48 922          | Arta         |
| Dikhil (Région de Dikhil)        | 7 200         | 66 196          | Dikhil       |
| Džibuti (Ville de Djibouti)      | 200           | 776 966         | Džibuti      |
| Obock (Région d'Obock)           | 4 700         | 37 666          | Obock        |
| Tadjoura (Région de Tadjourah)   | 7 100         | 60 645          | Tadjoura     |
| Džibutsko                        | 23 200        | 1 066 809       |              |

## Ekonomika

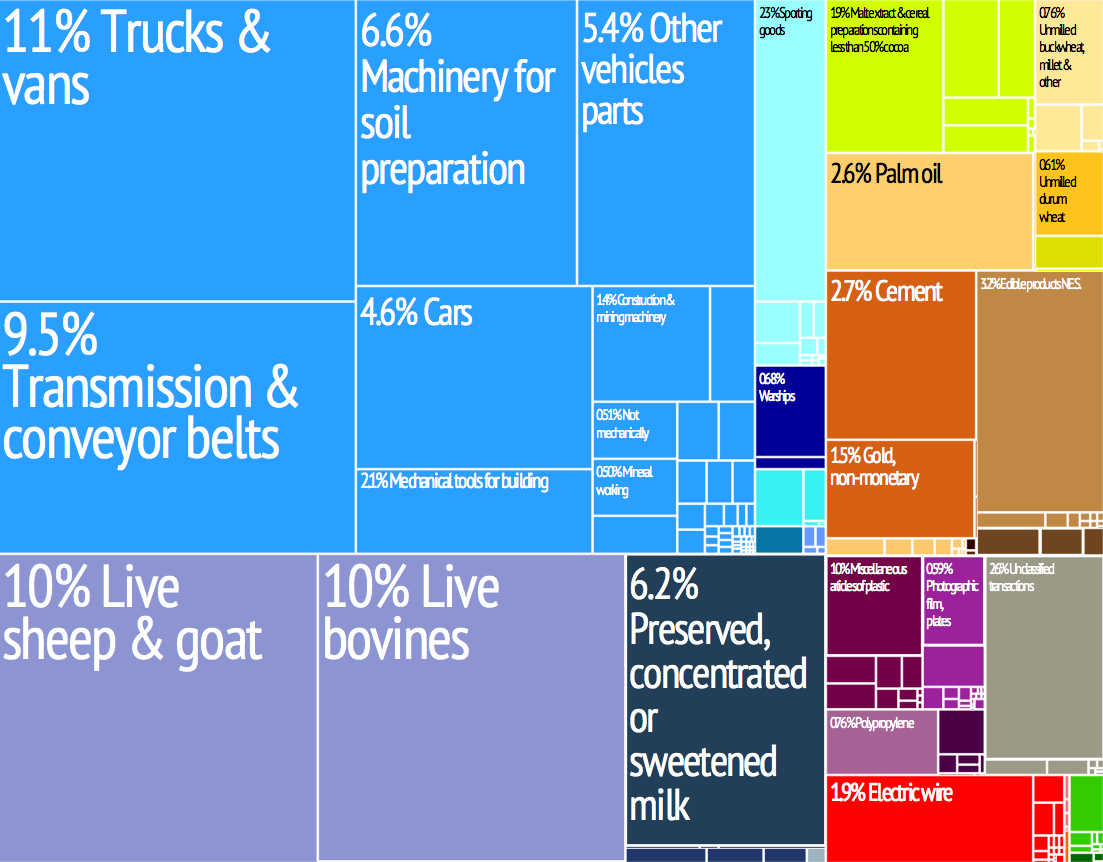
Vývoz

Zemědělství sice zaměstnává více než dvě třetiny obyvatelstva, ale jeho produkce zajišťuje kvůli nepříznivým podmínkám jen asi jednu čtvrtinu domácí spotřeby. Rozvoj brzdí nedostatek vody na zavlažování. Zemědělskými produkty jsou hlavně zelenina, datle a káva. Na pastvinách, které zaujímají necelou desetinu země, se chovají kozy, ovce, skot nebo velbloudi. Vyváží se káva a kůže a dováží se potraviny, ropné produkty, stroje a zařízení. Země obchoduje zejména s Francií, Čínou, Velkou Británií, Etiopií, Saúdskou Arábií a dále s Pákistánem, Somálskem a Jemenem. Zároveň stoupá význam rybolovu. Těží se pouze stavební suroviny a sůl. Ve státě byla postavena geotermální elektrárna.
Ekonomika je tedy závislá na službách v souvislosti se zahraničním obchodem. Oblast služeb těží právě z polohy země a jejím významu coby zóně volného obchodu severovýchodní Afriky. Jedná se zejména o lodní překládku etiopského a somálského vývozu i dovozu. Slabě rozvinutý průmysl vyrábí například nábytek, nealkoholické nápoje a jednoduché elektrosoučástky. Strategické zájmy motivují důležitou pomoc Francie, Itálie či Saúdské Arábie. Jen asi 15 % silnic má pevný povrch. Mezinárodní letiště spojuje hlavní město s Francií, Etiopií, Madagaskarem, Egyptem a dalšími zeměmi Afriky.
Rozhlas vysílá ve čtyřech jazycích. I na venkově existují lékařská střediska a ošetřovny a hlavní město Džibuti, které soustřeďuje přes 80 % populace země, má také nemocnici. Podvýživa, dehydratace a otravy jsou příčinou téměř poloviny zaznamenaných úmrtí dětí do deseti let. Dvě třetiny obyvatel žijí v hlavním městě, zbytek tvoří kočovné kmeny žijící ve vnitrozemí.
Džibutsko tedy funguje jako oblastní dopravní uzel i jako mezinárodní překladiště lodí a středisko zásobování. Země má nedostatečné přírodní zdroje a nerozvinutý průmysl. Je proto také silně závislá na zahraniční finanční pomoci a rozvojové spolupráci, které pomáhají udržet stabilní platební bilanci a zvětšují potenciál pro budoucí hospodářský růst. Míra nezaměstnanosti pohybující se mezi 40 % a 50 % představuje závažný problém. Inflace naopak není kvůli vázání džibutského franku k americkému dolaru nijak znepokojující.

## Demografie
Asi polovinu obyvatelstva tvoří Issové, nazývaní také Somálci. Afarové tvoří asi 35 % obyvatelstva. Dále jsou v zemi přítomny početné komunity Evropanů (zejména Italů a Francouzů), dále Arabů a Etiopanů. Národnostní napětí mezi vládnoucími somálskými Issy a menšinovými Afary na tomto malém území byla příčinou občanské války v letech 1990–1993.

### Náboženství
Kromě nepočetné evropské menšiny křesťanů jsou téměř všichni obyvatelé muslimové – džibutským hlavním náboženstvím je islám. Každé město či vesnice mají svou mešitu, kam chodí věřící na bohoslužbu. Nejznámějším posvátným místem muslimů v Džibutsku je hrobka Šeicha Abua Jazída nacházející se v pohoří Goda. Muslimové v Džibutsku uznávají a slaví 1. leden jako Nový rok a 1. květen jako Svátek práce. V r. 2013 tvořili římští katolíci asi 1 % z tehdejších asi 850 000 obyvatel. Katolická církev má v zemi jedinou diecézi: diecézi džibutskou.

## Kultura

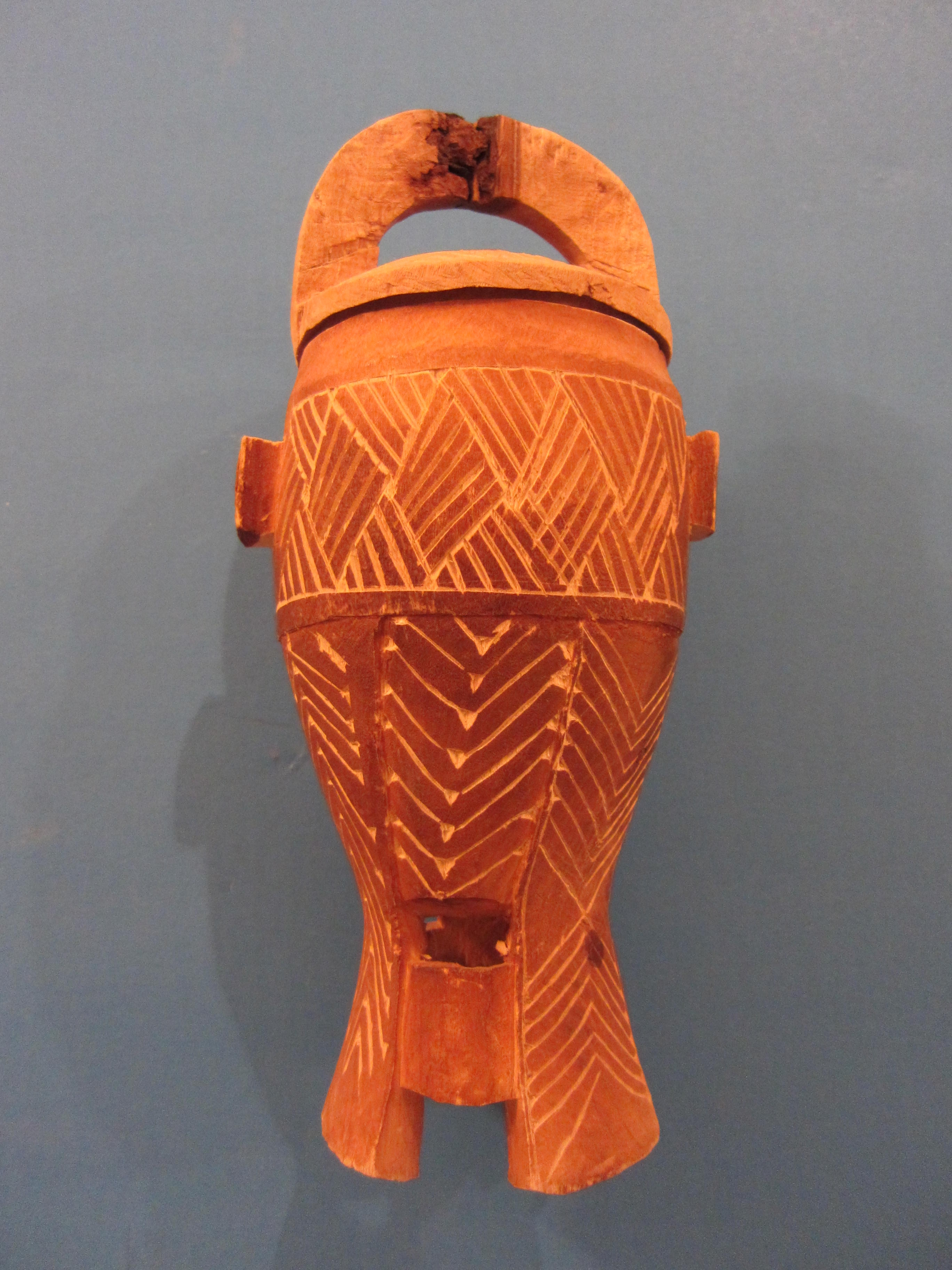
Tradiční, ze dřeva vyřezaná nádoba z oblasti Tadjourah

Džibutský oděv se odvíjí od horkého a suchého klimatu. Muži nosí volně ovinutý kus látky sahající asi ke kolenům spolu s bavlněným rouchem přes ramena. Ženy nosí dlouhé sukně typicky zabarvené dohněda. Vdané ženy nosí pokrývky hlavy, svobodné dívky své hlavy nezakrývají. Nošení tradičního arabského oděvu se přísně dodržuje během náboženských festivalů, zvláště při přípravě na pouť do Mekky. Při některých příležitostech se ženy smí ozdobit šperky nebo čelenkami. Hodně džibutských tradic a příběhů se zachovalo ústní formou, zejména díky zpěvu. Obyvatelé používající rodný jazyk vyjadřují dávné příběhy zpěvem a tancem. Na pečlivě ozdobených omítkách některých staveb je patrný francouzský a islámský vliv. V zemi působí Asociace skautů Džibutska, což je národní skautská organizace založená 23. května 1985. Jejím heslem je Buď připraven.

## Turismus

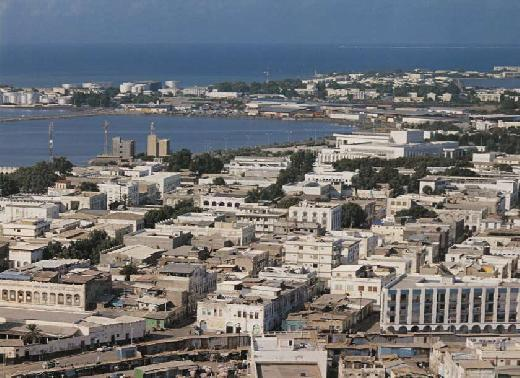
Pohled na Džíbútí

### Hlavní město
Hlavním městem země je Džibuti (Djibouti), které obývá cca 380 tisíc obyvatel. Je to významný obchodní uzel, který leží na západním konci Adenského zálivu, při vstupu do zálivu Tadžura (Tadjoura). Většina budov ve městě je postavena v arabském nebo starém francouzském koloniálním stylu, obzvlášť přepychový je prezidentský palác. Ve městě se nachází několik tržnic, největší je Le Marché Central v jižní části města. Je tady mj. mnoho obchůdků se zlatem. Můžete zlatníky sledovat i při práci, právě filigránské zlaté výrobky jsou pro místní řemeslníky charakteristické. V městské čtvrti L’Escale se nachází rybářský přístav. Půjčeným člunem je možno se odsud dostat na ostrovy v Tadjourském zálivu, například na Ile Moucha nebo Ile Maskali. Na těchto ostrovech se dá i přespat v kempu.

### Tadžura (Tadjoura)
Tadjoura je druhé největší a zároveň nejstarší město Džibutska. Je zde sultánský palác, do kterého je umožněn vstup s průvodcem. Je to také jedno z posledních míst, kde se ještě původními způsoby vyrábí tradiční čluny (arabské plachetnice s jedním či dvěma stěžni), které se pořád používají k přepravě přes záliv. V okolním moři jsou korálové útesy vhodné pro potápění. Do Tadjoury se lze dostat i z Djibouti lodí přes záliv. Sedmnáct kilometrů západně od zálivu Tadjoura leží kráterové jezero Assal, voda tu je třikrát slanější než mořská a jezero je obklopeno mohutnými solnými poli. Směrem dále po silnici kolem zálivu se nachází pohoří Goda, které dosahuje výše 1700 metrů a na rozdíl od nehostinné pouštní krajiny je poseto jalovci a olivovníky. Na jihozápadě země je ještě jedna přírodní pozoruhodnost – jezero Abbé. Až třicetimetrové vápencové komíny, které ční ze dna vyprahlého jezera vytvářejí téměř měsíční krajinu. Vyvěrají tady i horké minerální prameny, které zavlažují okolí a slouží k napájení zdejších velbloudů.

### Specifika, bezpečnostní situace
Hrozba teroristických útoků je stejně jako v dalších zemí Afrického rohu možná. První teroristický sebevražedný útok se odehrál 24. 5. 2014 na restauraci La Chaumière, kterou navštěvují turisté, diplomaté a vojáci mezinárodní mise. Mezinárodní vojenská přítomnost Spojených států, EU v Džibuti případné útoky na západní turisty ještě zvyšuje. Turisté by proto měli být obezřetní hlavně na veřejných a turisty často navštěvovaných místech a také v hotelích. Jedná se o frankofonní muslimskou zemi s umírněným přístupem k cizincům. Alkohol lze běžně konzumovat v barech a ve většině restaurací (ale ne na veřejnosti), jako pravidlo se ovšem vyžaduje decentní oblečení i chování. Opilost na veřejnosti ale může být trestána až dvěma lety vězení. Produkce a šíření nemravných fotografií a dalších materiálů je trestné. Značně rozšířená je prostituce a s ní spojené pohlavní choroby, včetně HIV.
Jediný doporučený způsob dopravy do Džibuti a zpět je letecký. Nejrozšířenější vnitrostátní dopravou v Džibutsku je autobus, což je ovšem také nejméně pohodlný způsob. Ve srovnání se sousedními zeměmi je bezpečnostní situace lepší zejména ve většině čtvrtí hlavního města. Příhraniční oblasti bývají občas uzavřené, na části území leží stále miny jako pozůstatek z dlouhé občanské války. Pro místní obyvatele je typickou zvyklostí (kam cizinci mohou být přizváni) pravidelná dlouhá polední siesta s vyprávěním, žvýkáním kátu a popíjením silného odvaru ze zázvoru místo čaje v klimatizovaných příbytcích, a to výhradně za přítomnosti mužů. Od neděle do čtvrtka mají otevřeno banky (7:30–11:30 hod.) a oficiální směnárny v centru hlavního města (8:00–12:00, 16:00–19:45 hod.). Při odletu z jediného mezinárodního letiště v hlavním městě se platí letištní poplatek. Vízum je povinné a je možno si jej zařídit v Paříži. Ceny v zemi jsou o něco vyšší než jinde v Africe.